# Ковалевич Ігор Васильович
Ігор Васильович Ковалевич (нар. 24 січня 1953, с. Сокільники, Львівська область) — український кераміст. Член Національної спілки художників України (1987). Чоловік Людмила Ковалевич.

## Життєпис
Ігор Ковалевич народився 24 січня 1953 року в селі Сокільниках, нині Сокільницької громади Львівського району Львівської области України.
1975 року закінчив Львівський інститут прикладного та декоративного мистецтва (педагоги з фаху Віталій Максименко та Зеновій Флінта). У 1975—2006 роках працював на Львівській експериментальній кераміко-скульптурній фабриці (співпрацював з Петерісом Мартінсоном). Нині на творчій роботі.
Живе і працює у Львові.

## Творчість
1975 року почав брати участь в обласних, всеукраїнських, міжнародних виставках. Персональні відбулися в містах Києві (1993, 1995, 1998, 2005), м. Дюрен (Німеччина, 2005).
Працює в галузях декоративно-ужиткової кераміки, живопису. У роботах використовує кам'яну масу, а в шамоті — емаль та ангоб. Окремі твори зберігаються у фондах Національного музею декоративного мистецтва України, Хмельницького обласного художнього музею, Центру світової кераміки (м. Інчхон, Південна Корея), Музею Кераміон, (м. Фрехен, Німеччина), Музею кераміки (м. Болеславець, Польща), Національного музею (павільйон Мештровича) (м. Загреб, Хорватія), Центру сучасного мистецтва (м. Каїр, Єгипет).
Серед важливих робіт:
- декоративні композиції — «Заморозки», «Цвіт папороті» (обидві — 1980), «Гніздо лелеки», «Ранок», «Дорога додому», «Жайворонки» (усі — 1981), «Комета Галлея» (1985), «Знаки на дорозі» (1986), «Дві вежі», «Біле та чорне» (обидві — 1998), «Озера», «Човни» (обидві — 2000), «Втеча в Єгипет» (2001), «Туман», «Сестри» (обидві — 2007), «Зимовий сад» (2008);
- декоративні пласти «Вікна» (1997);
- просторова пластика «Процесія» (2000).

## Нагороди
- премія ІV Міжнародного трієнале міні-кераміки (1993, м. Спліт, Хорватія)[1];
- премія ІІІ Міжнародного бієнале художньої кераміки (1996, Єгипет)[1];
- друга премія V Міжнародного бієнале художньої кераміки (1997, Португалія)[1];
- премія Політео V Міжнародного трієнале міні-кераміки (1997, Хорватія)[1];
- премія журі Міжнародного бієнале художньої кераміки (1999, Португалія)[1];
- гранпрі виставки-конкурсу художньої кераміки «КерамПІК у Опішному!» (2010, с-ще Опішня, Полтавська область)[4];
- перша премія IV Міжнародного конкурсу кераміки (2016, м. Асколі-Пічено, Італія)[5].